# 山下城 (筑後国)
山下城（やましたじょう）は、福岡県八女市にあった日本の城（山城）。

## 概要
矢部川と支流の白木川に面した標高105メートルの独立峰の山頂にあった。麓との比高およそ50メートルの山頂に本丸、その周囲に空堀を巡らせていた。尾根伝いの南東方には支城の国見岳城がある。
蒲池親広が永正年間（1504年 - 1521年）に当地に居館を構え、その後蒲池鑑広が築城したという。蒲池氏は大友氏に属して戦っていたが、天正7年（1579年）に龍造寺隆信の勢力下に降った。天正12年（1584年）には隆信の戦死後も龍造寺氏への忠誠を誓い、城主・蒲池鎮運（別名:蒲池家恒、鑑広の嫡男）が人質として息子・蒲池鎮行を差出している。しかし家恒はこの時点で大友氏に誼を通じており、同年7月に大友勢が筑後に侵攻し、さらに猫尾城への攻囲に立花道雪が加わると8月1日に降伏している。その後、島津軍の北進に伴って島津氏に従った。天正15年（1587年）に豊臣秀吉の九州国分で蒲池氏は三池郡に知行を与えられるとともに江ノ浦城の高橋直次の与力を命じられて移り、当城は筑紫広門に与えられた。同年、広門は福島城を築いて移り、慶長6年（1601年）に筑後に移封された田中吉政は当城を廃城とした。